# Permanent (álbum de Joy Division)
Permanent: Joy Division 1995 es un álbum recopilatorio de Joy Division, cuenta con pistas de los dos álbumes de estudio de la banda, Unknown Pleasures y Closer, así como también material lanzado en las recopilaciones Substance y Still.
Aparece una nueva pista la cual es una remezcla de "Love Will Tear Us Apart" titulada como "Permanent mix". Esta versión cuenta con guitarras durante toda la canción, eliminando algunos de los sintetizadores y empujando a las líneas de bajo de Hook a hacer una base para la mezcla. Las líneas del álbum, fueron escritas por Jon Savage. Permanent trepó el puesto 16 en los charts británicos en 1996.

## Lista de canciones
Todas las canciones escritas por Joy Division.
LP (828624.1) and CD (828624.2)
1. "Love Will Tear Us Apart" (12" B-side version) – 3:11
2. "Transmission" – 3:34
3. "She's Lost Control" – 3:58
4. "Shadowplay" – 3:53
5. "Day of the Lords" – 4:45
6. "Isolation" – 2:53
7. "Passover" – 4:44
8. "Heart and Soul" – 5:48
9. "Twenty Four Hours" – 4:26
10. "These Days" – 3:27
11. "Novelty" – 4:00
12. "Dead Souls" – 4:53
13. "The Only Mistake" – 4:13
14. "Something Must Break" – 2:52
15. "Atmosphere" – 4:10
16. "Love Will Tear Us Apart" (Permanent Mix) – 3:37